# Stora Bryggeriet

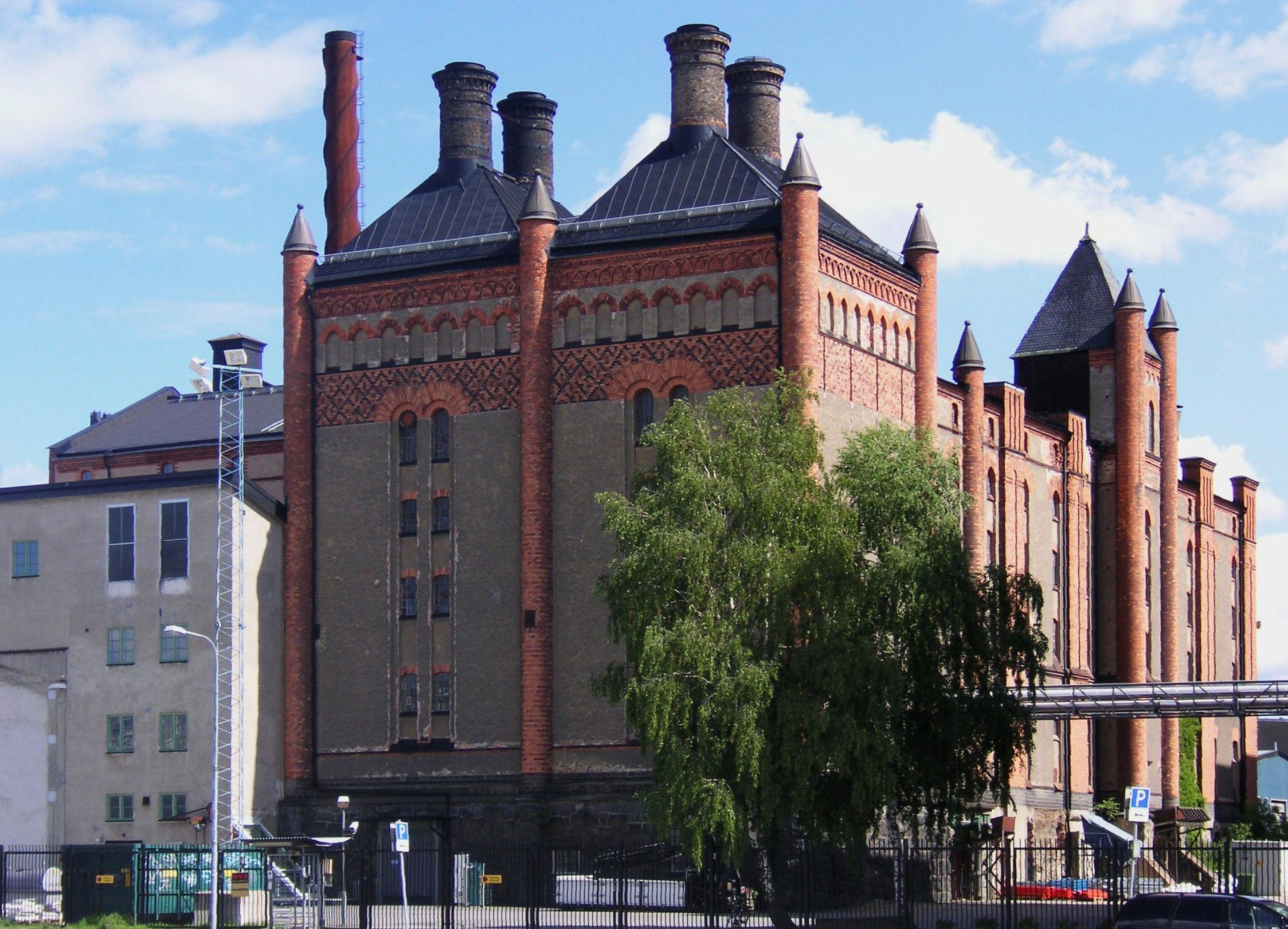
Bryggeribyggnaden från väst 2008.

Stora Bryggeriet är en industribyggnad vid Kungsholmens västra strand intill Ulvsundasjön i Stockholms innerstad inom Hornsberg. Stora Bryggeriet uppfördes ursprungligen som ölbryggeri och innehöll efter bryggeritiden många olika verksamheter, bland annat Kabi Vitrum och Pharmacia. Numera har farmakoncernen Octapharma sin svenska produktionsanläggning i byggnaden. Stora Bryggeriets kvarvarande byggnader är blåmärkta av Stadsmuseet i Stockholm vilket innebär  "att bebyggelsen bedöms ha synnerligen höga kulturhistoriska värden".

## Historik

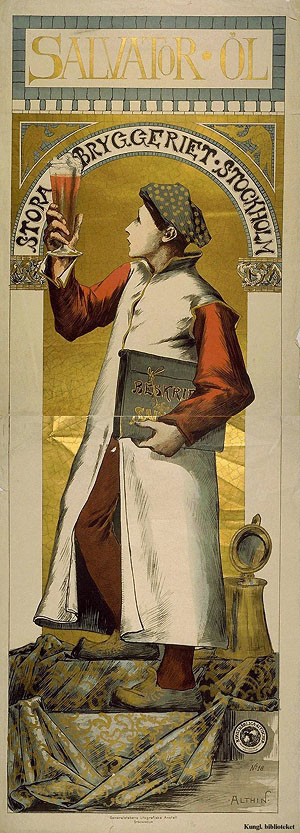
Affisch för Stora Bryggeriets "Salvator öl" av Caleb Althin.

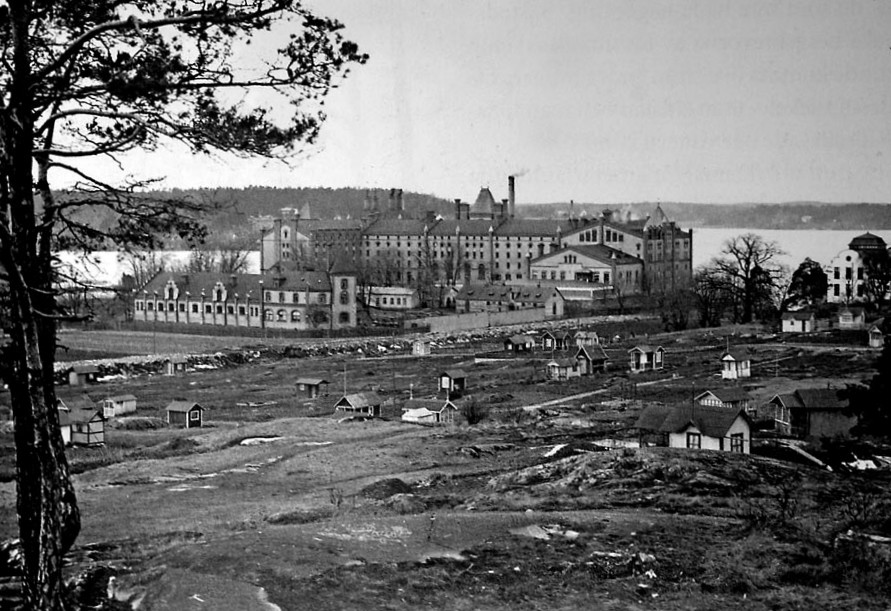
Stora Bryggeriet på 1910-talet.

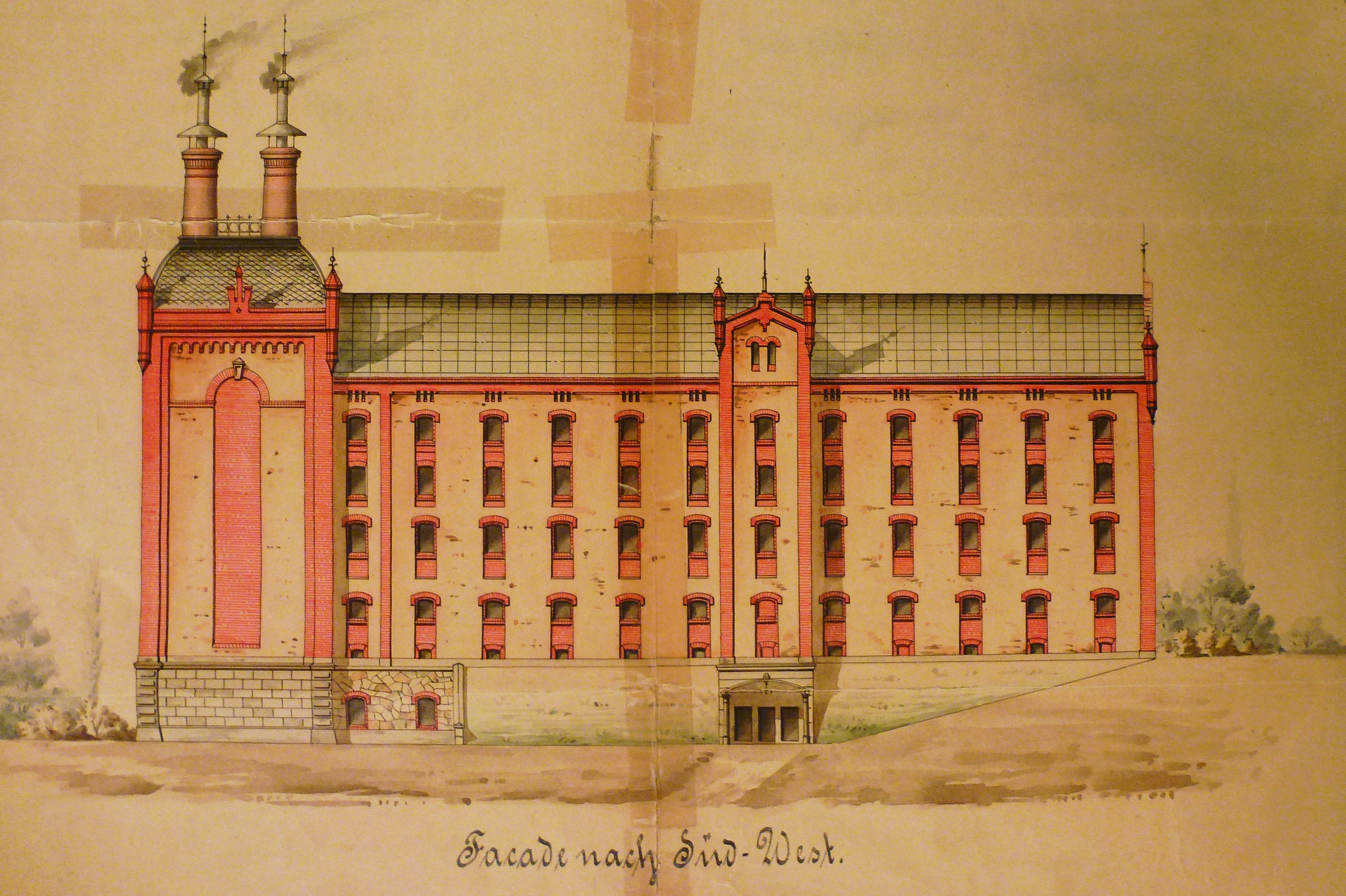
Maschinenfabrik Germanias fasadritning.

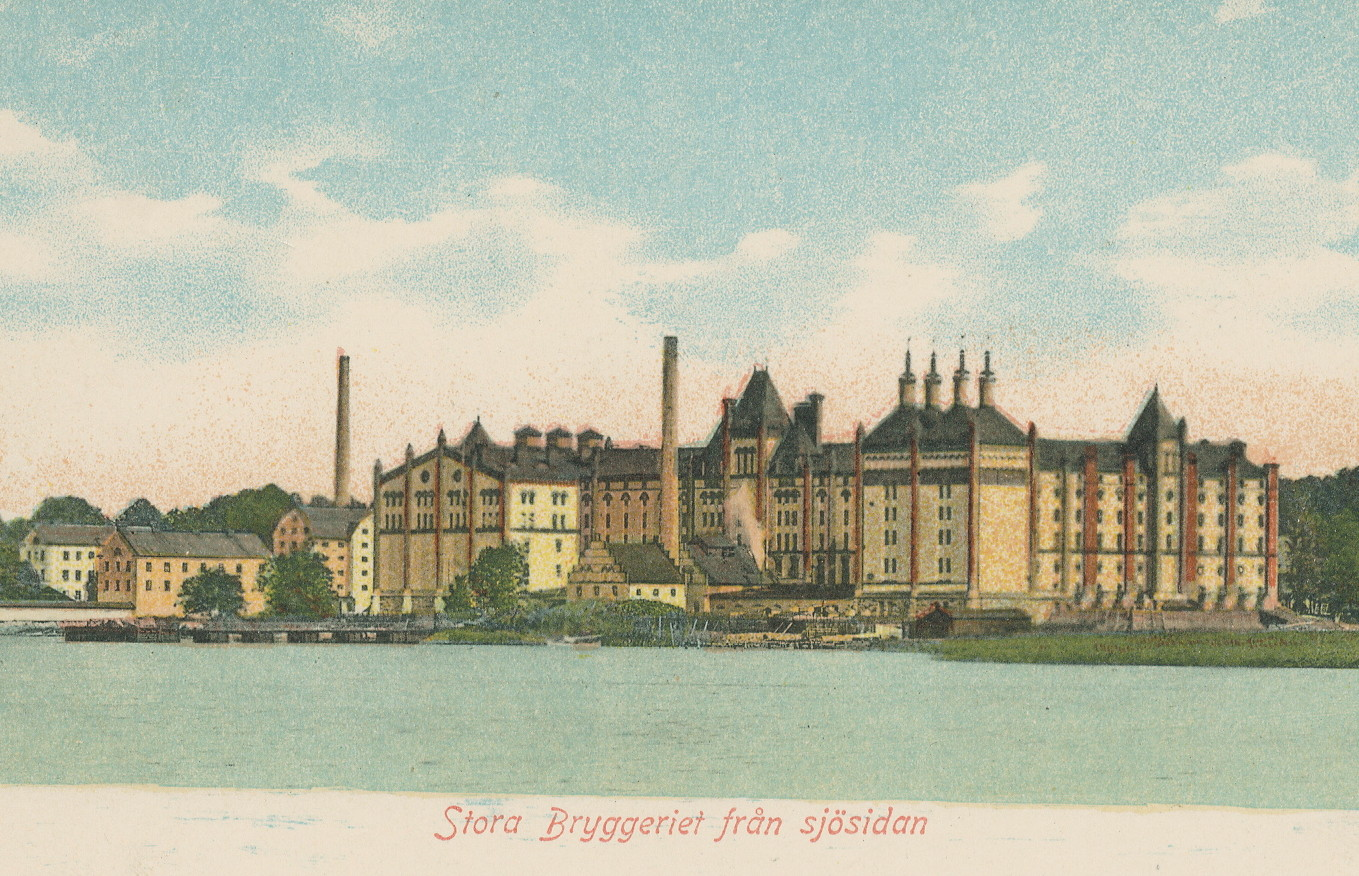
Vykort från sekelskiftet 1900.

AB Stora Bryggeriet bildades 1890 för att ta upp konkurrensen med AB Stockholms Bryggerier, med bland annat Münchenbryggeriet och Hamburgerbryggeriet. Intressenter i AB Stora Bryggeriet var några större bagerier samt Stockholms Enskilda Bank. Företaget önskade en mönsteranläggning och uppdraget gick till den tyska firman Maschinenfabrik Germania i Chemnitz, som utförde installationerna av den maskinella utrustningen. Järnkonstruktionerna tillverkades av Ludwigsbergs verkstad, troligen efter tyska ritningar. Den tyska firman ritade ursprungligen även fasaderna i en nyrenässansstil men dessa förkastades och uppdraget gick till stockholmsarkitekten Gustaf Lindgren. Han omarbetade ritningarna och gav byggnaden den utformningen som den har idag. Byggmästare var Lars Petterson.

## Byggnaden
Bryggeribyggnaden uppfördes i murtegel på en kraftig gråstensgrund på den plats där malmgården Stora Hornsberg låg. Gården revs inför bygget av bryggeriet. I husets nedre våningar anordnades bjälklag av murade valv mellan I-balkar och gjutjärnspelare, högre upp i huset finns träbjälklag med pelare av trä. Fasaden fick en rik utformning med gul spritputs och toureller (mindre torn på fasaden), lisener (vertikala, utskjutande murband) och rundbågar samt rött fasadtegel med mönstermurningar i svartglaserat tegel, skorstenar murades i gult tegel. Bland kompletterande byggnader som uppfördes var bland annat stallet ritat av Kasper Salin, uppfört 1890-92 i rött tegel. 
Anläggningen togs i bruk kring årsskiftet 1891-92 och var förmodligen det största byggnadsföretaget inom den svenska bryggeribranschen fram till att Pripps nya anläggning i Ulvsunda Industriområde uppfördes på 1960- och 70-talen.
AB Stora Bryggeriet drev en intensiv reklamkampanj för att slå sig in på den stockholmska ölmarknaden. Den hårda marknadsföringen fick en god effekt på omsättningen och ölet blev mycket populärt. Trots anläggningens storlek klarade man inte den stora efterfrågan och man begick misstaget att släppa ut för färskt öl på marknaden. Konsumenterna reagerade omedelbart mot detta och försäljningen sjönk, så att bolaget tvingades till konkurs 1910. Samma år inköptes anläggningen av AB Stockholms Bryggerier som fram till år 1979 bedrev malttillverkning. Anläggningen har byggts ut under åren 1935-36 (mälteri), 1940-41 (fristående silo, numera riven) och 1950 (ångpannehus).

## Efter bryggeriverksamheten
År 1975 förvärvade läkemedelsföretaget Kabi Vitrum, som var ett dotterbolag till AB Stockholms Bryggerier, byggnaderna varav vissa delar revs. Verksamheten ändrades till läkemedelsproduktion och forskningsverksamhet. År 1990 övertog Pharmacia verksamheten i Stora Bryggeriets lokaler efter en fusion med Kabi Vitrum och sedan april 2003 blev amerikanska Pfizer ägare till lokalerna efter samgående med Pharmacia. År 2006 aviserade Pfizer att produktionen i Hornsberg skall läggas ned fram till år 2008. För närvarande (2012) har farmakoncernen Octapharma sin svenska verksamhet i byggnaden.
År 2013–2014 utfördes en omfattande ombyggnad av bryggeriets gamla maskinhall som var mycket förfallen. Lokalerna anpassades som kontor för läkemedelsföretagen Octapharma efter ritningar av Joliark arkitekter. Iögonfallande blev den stora uppglasade gaveln mot Lars Forsells gata. Projektet nominerades till Årets Stockholmsbyggnad 2015 där man belade plats tre.

## Nutida bilder

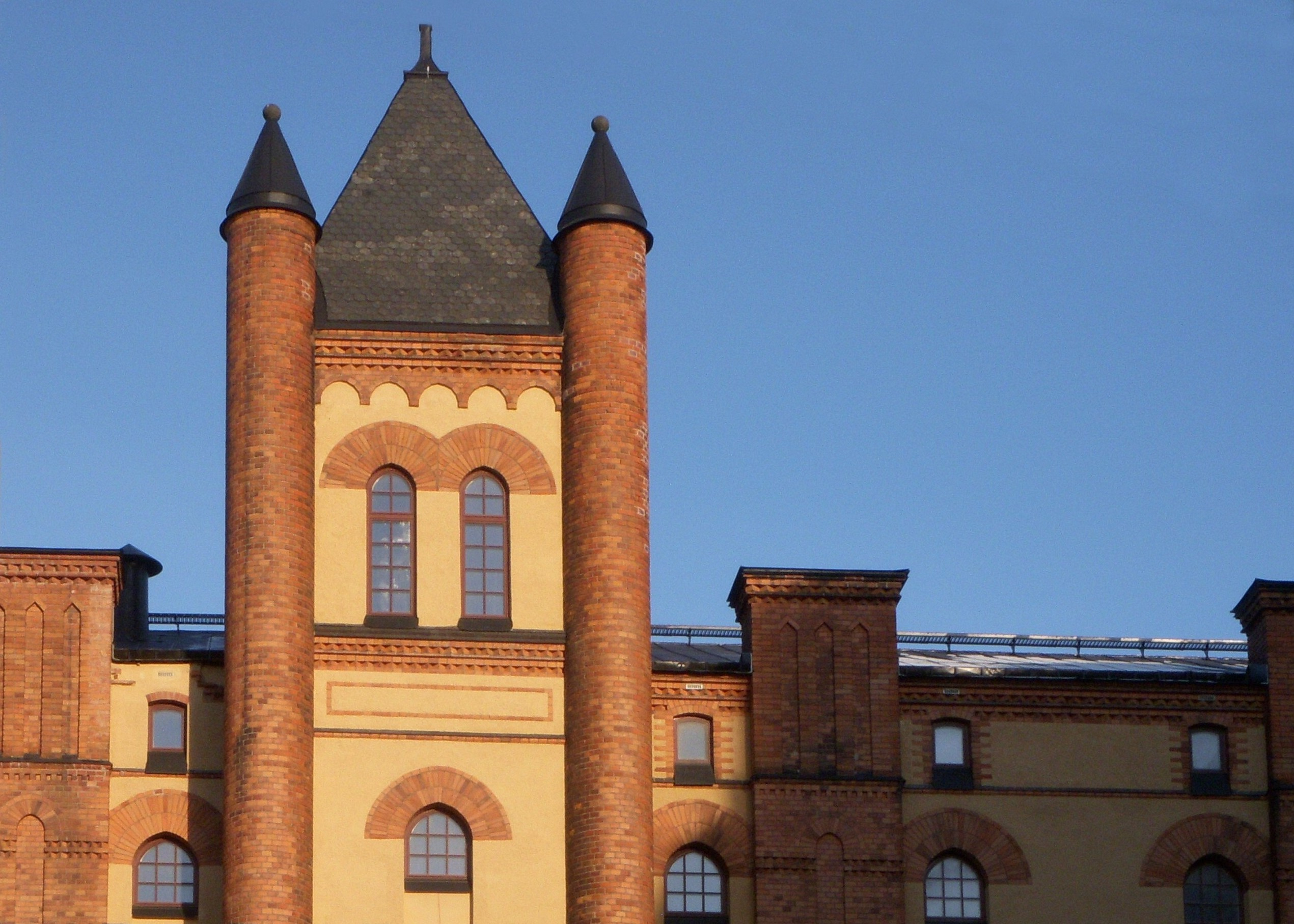
Bryggeribyggnadens torn från sydväst 2012.
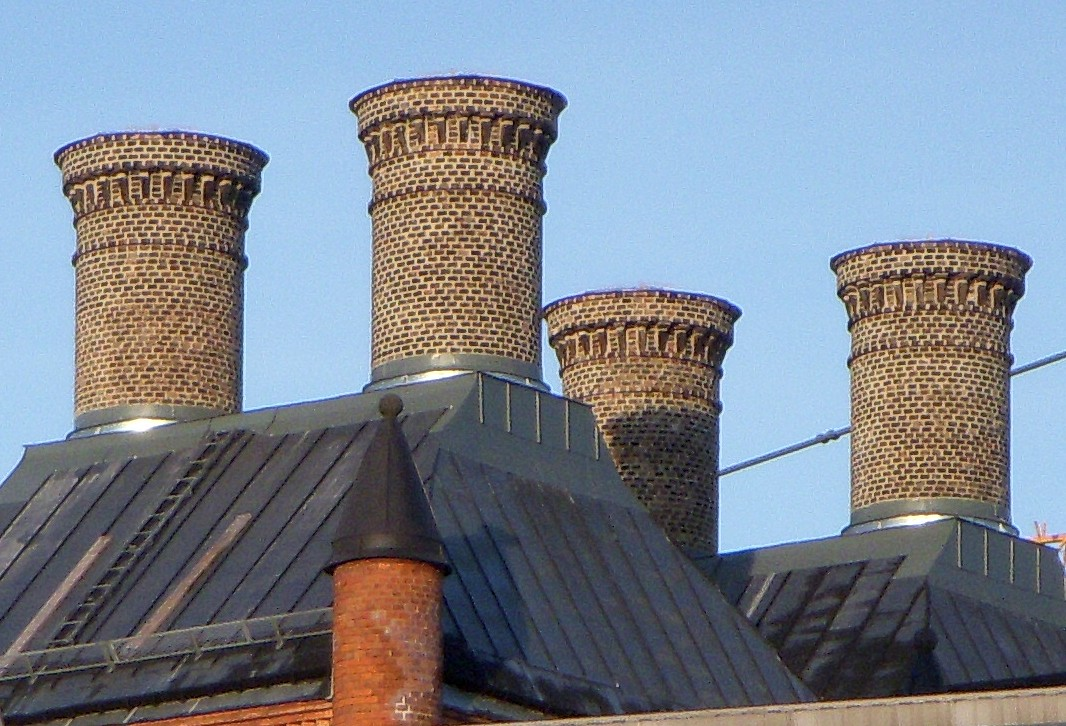
Bryggeriets skorstenar, 2012.
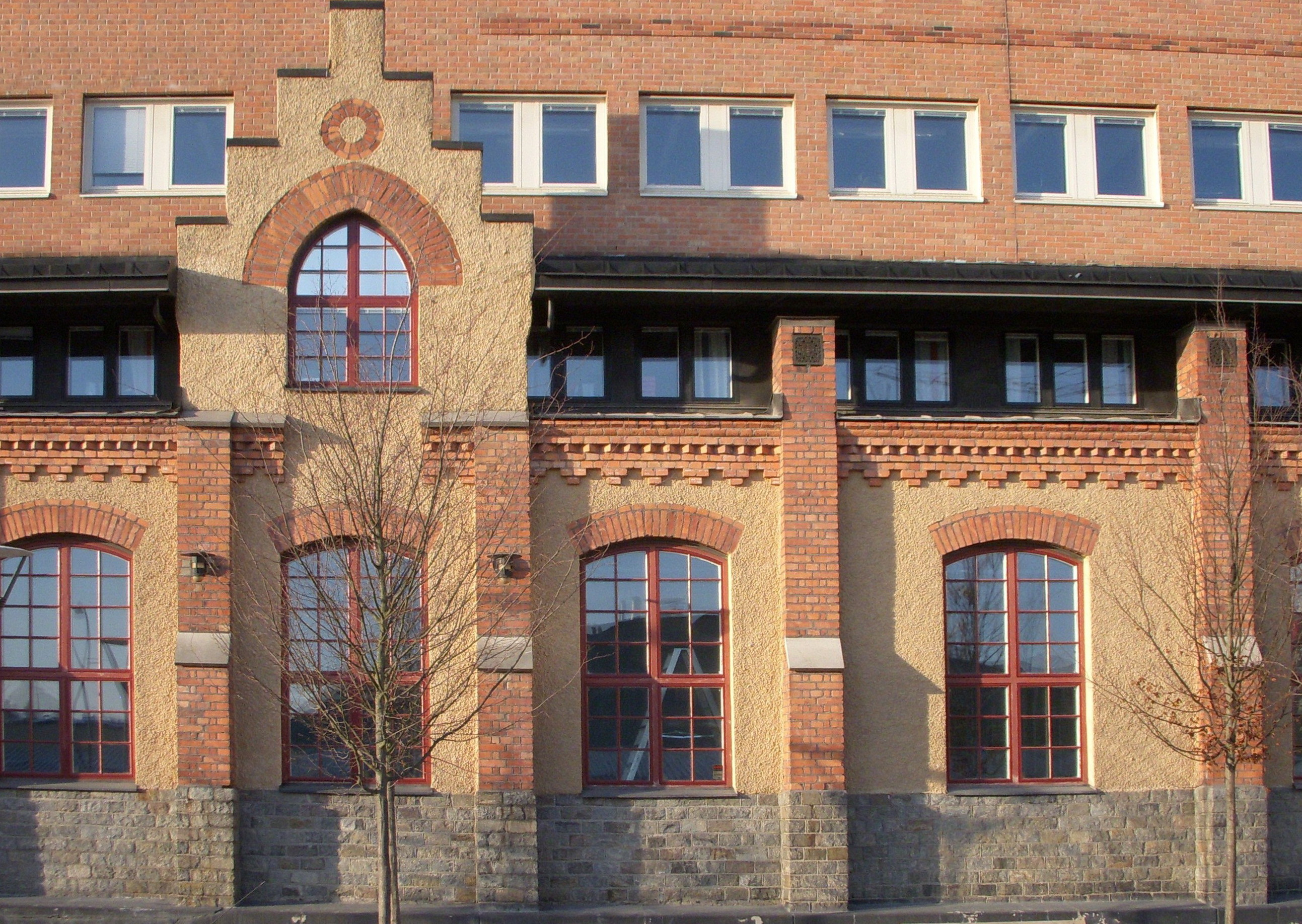
Dela av Stora Bryggeriets gamla fasad vid Nordenflychtsvägen.
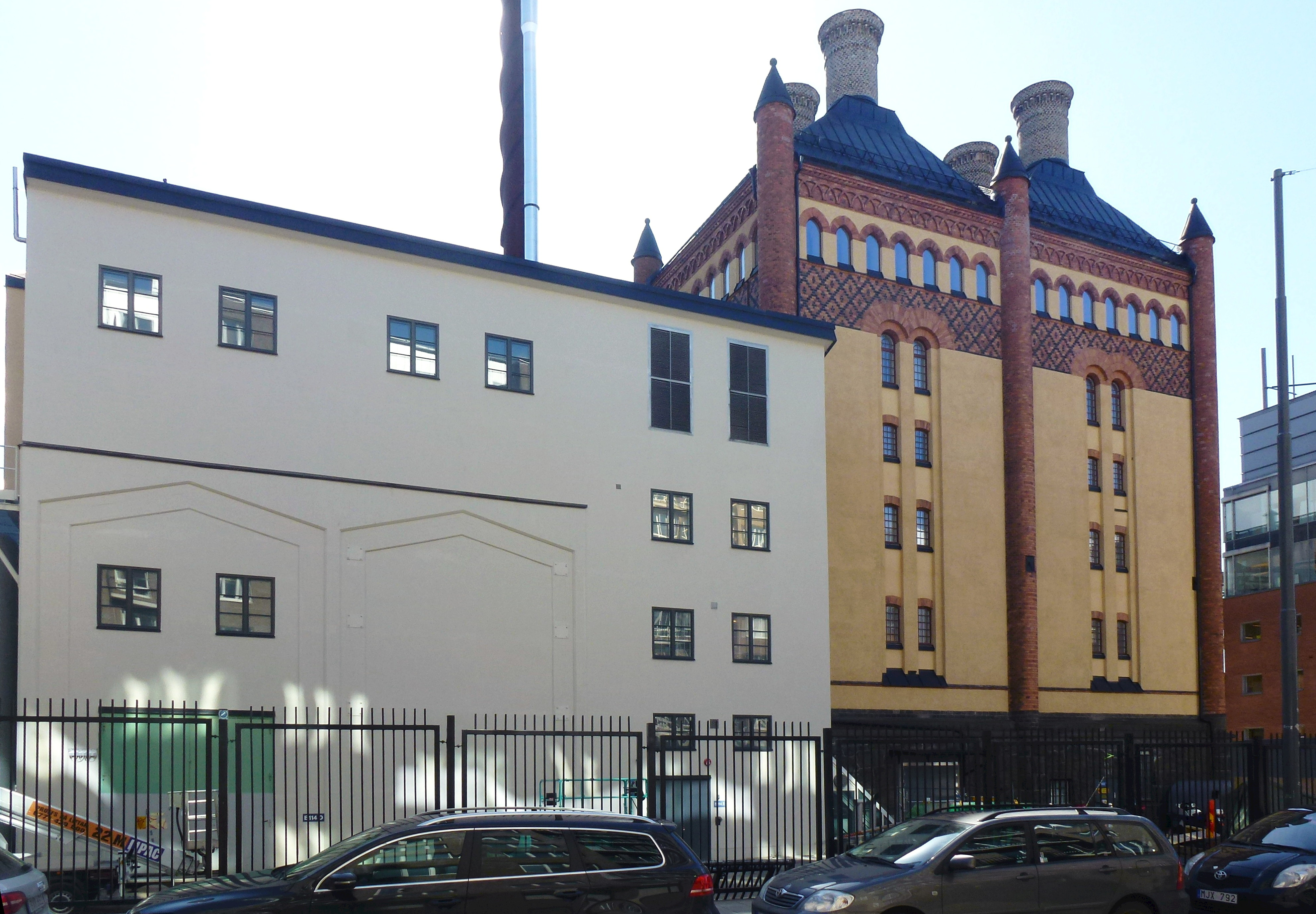
Ombyggnad från 2014.
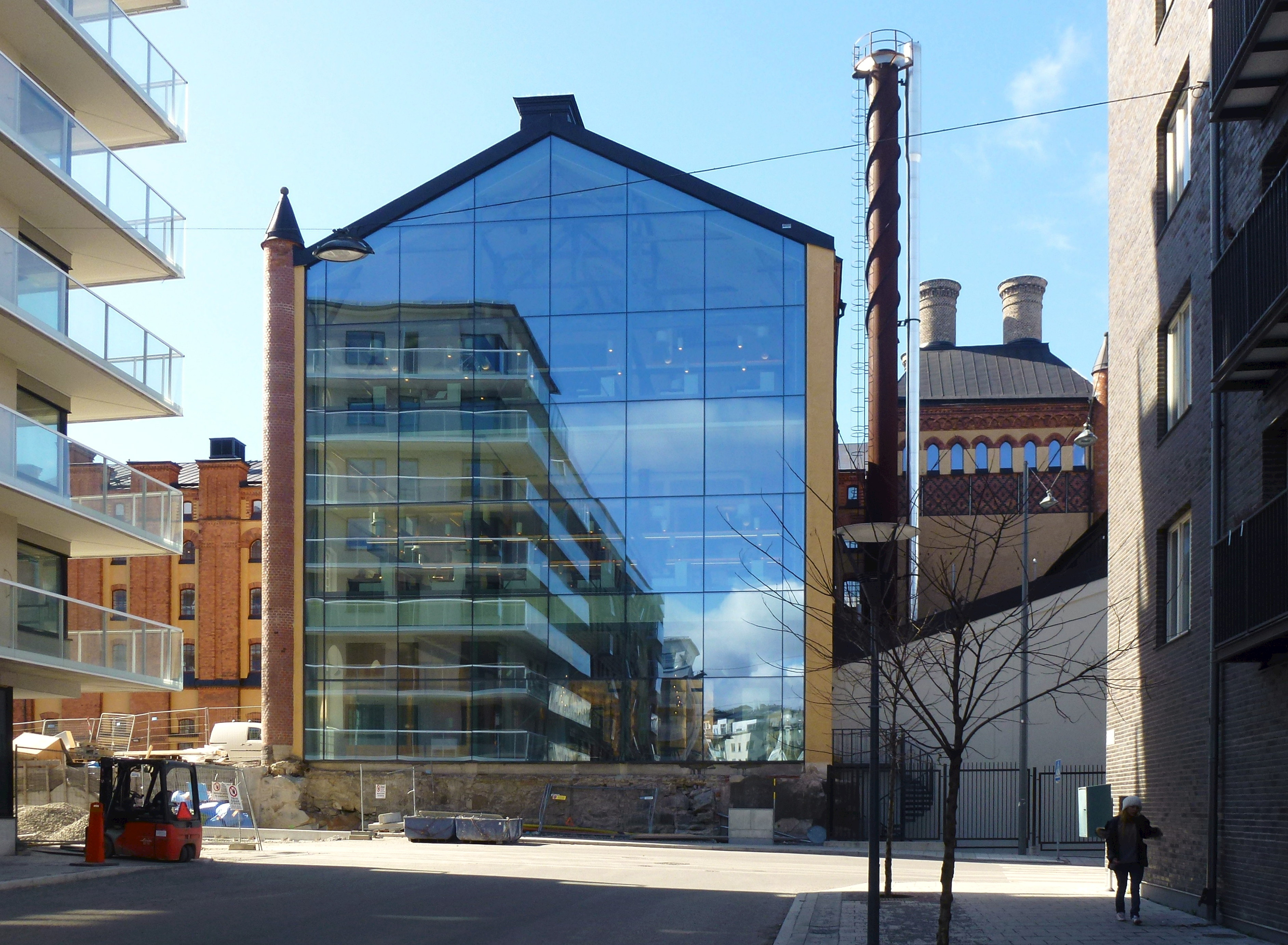
Ombyggnad från 2014.